# Scrittura chironomica
La scrittura chironomica (dal greco χείρ = mano) è un tipo di notazione stenografica e allusiva che nacque in Egitto nel 4 millennio a.C per l'esigenza da parte dei cantori e del praecentor che dirigeva il coro di ricordare le melodie quando la trasmissione per via orale divenne insufficiente. Essa era costituita da piccoli segni che si scrivevano sopra le sillabe del testo per ricordare al praecentor la direzione della melodia.
I segni, probabilmente, derivavano dagli accenti grammaticali: acuto (é) o grave (è). Così il praecentor muoveva la mano per i cantori esprimendo l'andamento ascendente o discendente della melodia: proprio per questo movimento della mano tale notazione è detta chironomica.
Da questo segni derivò il sistema dei neumi.